# Onderwijs in Nederlands-Indië

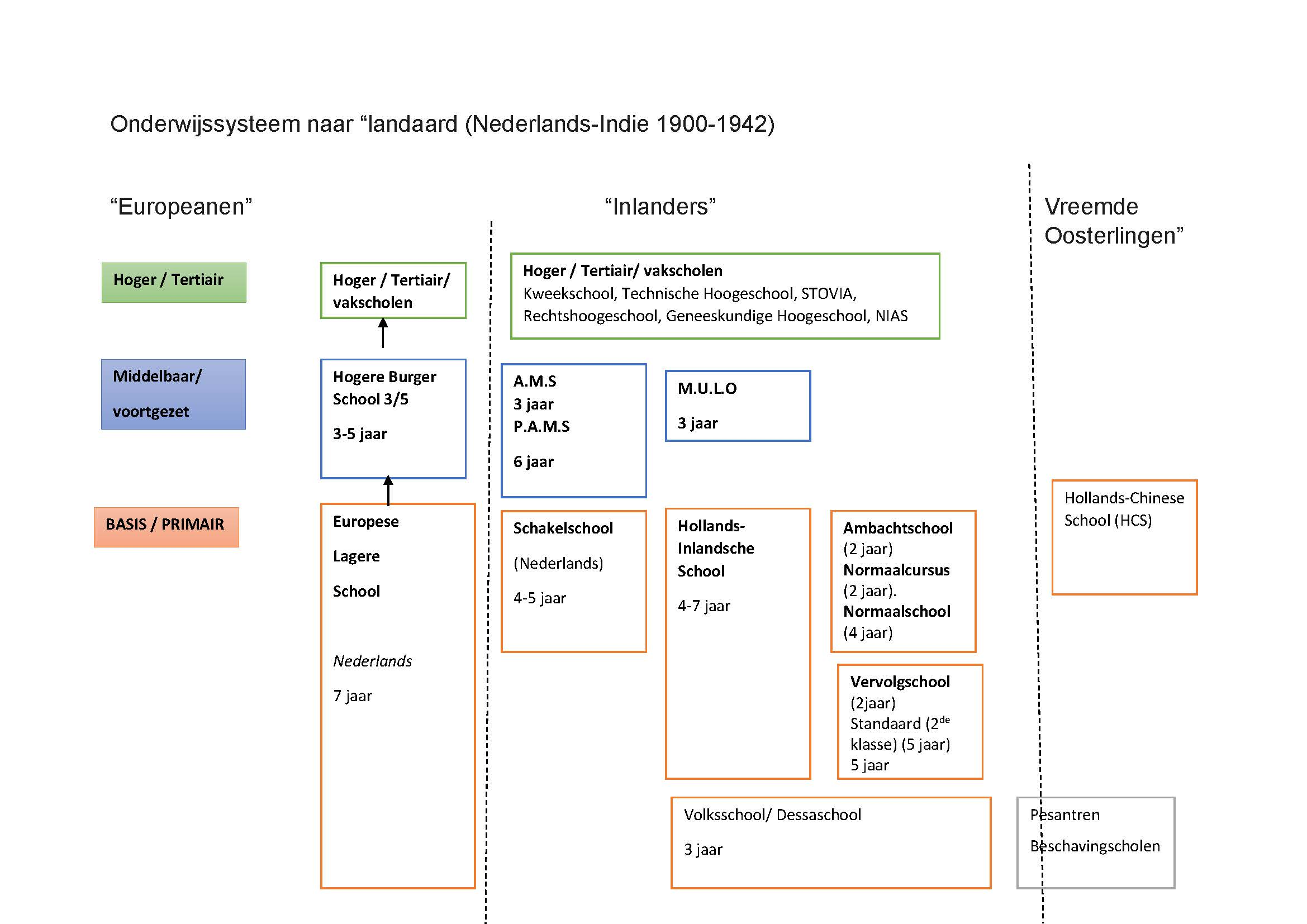

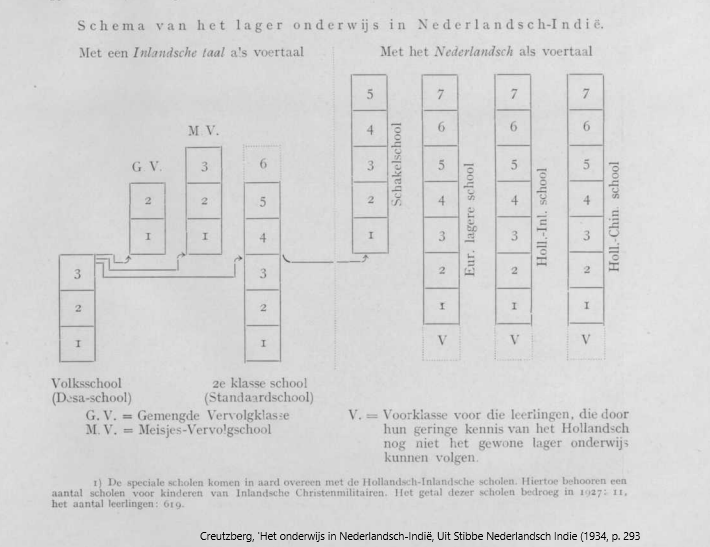
Schem lager onderwijs Nederland-Indië

Dit is een overzicht van het koloniaal onderwijs in Nederlands-Indië.
Het koloniaal onderwijs in Nederlands-Indië was gesegregeerd naar landaard (Europees, Inlander en Vreemde Oosterling). Dat betekende dat er uiteenlopende schooltypen waren voor deze groepen. Er was zowel openbaar als privaat onderwijs.

## Europees onderwijs
Het middelbaar onderwijssysteem was een kopie van het stelsel in Nederland: er was een MULO, een AMS, het driejarig vervolg op de MULO, een HBS-3 en HBS-5 en een lyceum. Dit Europees onderwijs was opgezet voor Europeanen.
De toegang tot dit systeem voor de inheemse en Chinese leerlingen van meer gegoede ouders was een ontwikkeling die niet direct tot de doelstelling van de koloniale regering hoorde. Vanaf 1925 was de meerderheid van de leerlingen in het algemeen vormend middelbaar onderwijs van inheemse afkomst, maar dit was alleen het geval op de MULO/AMS, de goedkoopste schooltypen.

### Europese Lagere School (E.L.S.)
De Europeesche Lagere School (E.L.S.) was een basisschool, uitsluitend bestemd voor de Europese gemeenschap in Nederlands-Indië.
In 1903 werden deze scholen ook opengesteld voor de beter gesitueerde inheemse en Chinese kinderen. Na enkele jaren stelde de koloniale regering echter dat deze verruiming van de toelating een negatief effect had op het onderwijspeil en ten koste ging van de Europese kinderen. Vanaf 1907 werden daarom aparte scholen opgericht voor inlandse en Chinese kinderen geopend.

### Volgonderwijs

#### Technisch onderwijs
Vanaf 1900 begon de koloniale regering zelf ambachtsscholen en technische scholen voor Europeanen op te richten. Die zouden moeten voorzien in de behoefte aan lager en middelbaar geschoold technisch personeel voor de staatsdiensten en het bedrijfsleven. De scholen waren dus vooral gericht op de Indo-Europeanen in Nederlands-Indië. Vanaf 1909 kwamen daar speciaal voor de inheemse bevolking bedoelde ambachtsscholen bij. Men hoopte dat leerlingen hiervan wegbereiders werden van een inheemse industrie. Pas in de jaren 1930 waren daar enige aanwijzingen voor, maar eerder kwamen deze leerlingen ook terecht bij het Europees bedrijfsleven en de staatsdiensten. In de loop der tijd voegden zich steeds meer inheemsen en Chinezen bij de leerlingen van de Europese technische scholen. Dit was vanuit het oogpunt van het de koloniale regering niet echt gewenst, ondanks dat de staatsdiensten steeds meer gebruik gingen maken van de inheemse afgestudeerden. De regering hoopte dat de Indo-Europeanen vooral van dit onderwijs gebruik zouden maken. Opmerkelijk genoeg werd er tot 1941 geen MTS opgericht in Nederlands-Indië. De importkrachten vervulden meestal deze rol en de afnemers dachten dat de MTS'ers te duur zouden zijn. Pas toen Nederlands-Indië door de oorlog werd afgesneden van Nederland was men bereid het onderwijsstelsel te herzien in de richting van een op Indonesië gerichte voorziening.
In 1920 was er ook een Technische Hogeschool in Bandung opgericht. Deze leverde tot 1940 in totaal 202 leerlingen af, waarvan 58 inheems waren. In Delft waren daarnaast nog 27 inheemsen en 37 Chinezen opgeleid. Ook hier moet bedacht worden dat 30% van de in Nederland opgeleide ingenieurs in Nederlands-Indië een werkterrein vond. Een van de bekendste afgestudeerden van de Technische Hogeschool in Bandung was de latere president van Indonesië, Soekarno.

#### MULO
De MULO (Meer Uitgebreid Lager Onderwijs) was een 3-jarige opleiding. Er waren twee niveaus: A en B; met B kon men doorstromen naar het hoger onderwijs.

#### AMS
De AMS (Algemene Middelbare School) was gericht op de Indische eisen en bestond uit drie afdelingen: een natuurkundige afdeling, een Westers klassieke afdeling met onder andere de vakken Latijn, antieke cultuur, Nederlands, Frans, Engels en Hoogduits, en een Oosters-letterkundige afdeling met onder andere de vakken Javaans, Maleis, Indische cultuurgeschiedenis, Nederlands, Frans en Duits. In 1930 volgde slechts 0,14% van de autochtone kinderen dit westers onderwijs.

## Inlands Onderwijs
Sinds de afkondiging van de ethische politiek in de troonrede van 1901 was het brengen van welvaart en ontwikkeling bij de inheemse bevolking een doelstelling van de koloniale politiek in Nederlands-Indië. Een belangrijk onderdeel van het ethische beleid was het geven van onderwijs aan de inheemse bevolking. De ethische politiek was de opmaat voor de groei van het koloniaal onderwijs, want na de afkondiging werden er allerlei schooltypes voor de inheemse bevolking opgericht.
Er was geen leerplicht voor de bevolkingsgroep die men aanduidde als 'Inlander in Nederlands-Indië'. 

### Volks- of desa-scholen
Rond 1900 werden op Java de eerste volks- of zogenaamde desa-scholen geopend. Dat waren eenvoudige scholen met een inheemse volksonderwijzer. Er werd een 3-jarige cursus gegeven voor zeer elementair onderwijs. Volgens de Volkstelling van 1930 kon 6 procent van de inheemse bevolking lezen en schrijven. Verreweg de meeste plattelanders, ook degenen die een desa-school hadden bezocht, waren analfabeet door gebrek aan oefening. In 1940 kreeg 40% van de inheemse kinderen hier les.

### H.I.S. en H.C.S.
Voor kinderen uit de eenvoudige inheemse gezinnen was er de Inlandse School der Tweede Klasse. Als aparte scholen voor inheemse en Chinese kinderen waren er vanaf 1907 de Inlandse School der Eerste Klasse voor kinderen uit de Javaanse elite, die in 1914 werd omgedoopt tot Hollands-Inlandse School (H.I.S.) en vanaf 1908 de Hollands-Chinese School (H.C.S.). Het onderwijs liep grotendeels parallel aan de E.L.S. en gaf na zeven jaar toegang tot westers voortgezet onderwijs. De behoefte aan scholing onder de inheemse bevolking was heel groot en H.I.S. en H.C.S. werden dan ook, na een moeizame start, tot een groot succes. Maar de koloniale regering had iets anders voor ogen: selectief onderwijs voor de bovenlaag van de inheemse en Chinese samenleving. De plantage-economie van Nederlands-Indië kon namelijk slechts een beperkt aantal opgeleiden opnemen en ook het overheidsapparaat was klein. Goed opgeleide inheemsen werden ermee geconfronteerd dat hogere posities gereserveerd bleken voor (Indo-)Europeanen en dat gelijk werk verschillend beloond werd. Dit gaf spanningen.

### Inheems meisjes onderwijs

#### Kartini-scholen
Voor meisjes werden vanaf 1913 en op initiatief van mr. C.Th. van Deventer (1857-1915) en zijn vrouw zeven Kartini-scholen geopend. Dit waren Nederlandse scholen voor meisjes uit de inheemse aristocratie, genoemd naar Raden Adjeng Kartini. Deze scholen werden ondersteund door het in Den Haag gevestigde Kartinifonds. Het waren lagere scholen met een inheemse taal als voertaal en Nederlands als leervak in de lagere klassen en Nederlands als voertaal in de hogere klassen. Er werden ook huishoudelijke vakken onderwezen. De Van Deventerstichting die onder hetzelfde beheer viel, onderhield kweekscholen voor onderwijzeressen, die aansloten bij de Kartini-scholen.
De Kartini-scholen waren geïnspireerd op de eerder door Kartini zelf geopende lagere school waar voor het eerst inheemse meisjes werden toegelaten. Zij leerden er schrijven en handwerken. Voordien was onderwijs alleen bestemd voor Nederlandse mannen en voor inheemse mannen uit de elite. Kartini's school was een doorbraak in het inheemse onderwijs. Het was de eerste school open voor inheemse leerlingen ongeacht hun status. De school stelde morele ontwikkeling boven cognitieve ontwikkeling.

#### Melania-scholen
In 1926 werd door het Sint Melania Werk (SMW) de eerste bijzondere meisjesschool opgericht. Hier werd aan 60 meisjes lesgegeven. In de jaren die volgden werden er andere Melania-scholen op Java opgericht, in totaal 19 scholen met ruim 3000 leerlingen in 1937.
Het onderwijs zoals Melania dat voorstond, was bestemd voor meisjes uk de lagere klassen van de Javaanse samenleving. De Melania-scholen representeerden verschillende type scholen van het Inlands onderwijs: de standaard-, volks- en vervolgscholen. Op de Melania-scholen gaven Javaanse onderwijzeressen (opgeleid in Mendut en Ambarawa) les in het Maleis, Javaans of Soendanees. Hierdoor konden inheemse meisjes, die geen Nederlands spraken, het Melania-onderwijs volgen. De Melania-scholen, in Buitenzorg en Magelang, waren huishoudscholen. 

### De School tot Opleiding van Inlandsche Artsen (STOVIA)
De School tot Opleiding van Inlandsche Artsen (STOVIA) was een school voor Indonesische artsen in Batavia.

## Taman Siswa

#### Wilde scholen
Honderdtachtig Hollands-Inlandse scholen voor een bevolking van 60 miljoen, Zegt U eens, eerlijk, is dat niet een beetje weinig. Vindt u dat zelf niet een beetje treurig?, aldus een onderwijzer in de in 1940 in het Nederlands uitgekomen roman Buiten het gareel van de Indonesische schrijfster Soewarsih Djojopoespito (1912-1977). Ook wilden Europese ouders soms niet dat hun kinderen in een klas zaten met inheemse leerlingen.
De groeiende behoefte van de bevolking aan meer en betere scholing leidde tot de oprichting van ongesubsidieerde particuliere scholen. Ook werden scholen opgericht die gerelateerd waren aan bepaalde religieuze, politieke of culturele stromingen, zoals de communistische scholen, de Chinees-nationalistische scholen, de Taman Siswa-scholen en de Pergoeroean Rajat-scholen. De koloniale regering duidde al deze scholen aan als wilde scholen, nam er aanstoot aan en kwam in 1923 met de 'Wilde scholen ordonnantie' en in 1932 met de 'Toezichtordonnantie particulier onderwijs'. Dit leidde tot massaal protest bij de inlandse bevolking. De Taman Siswa-beweging had hierin een initiërende rol en kreeg zoveel bijval van andere nationale groeperingen en partijen dat de ordonnantie op 11 januari 1933 weer buiten werking werd gesteld.
Na 1930 stonden 130.000 leerlingen ingeschreven op de wilde scholen. Het leerlingenaantal was dubbel zo groot als dat van de overheidsscholen, maar nog steeds klein in verhouding tot het totale bevolkingsaantal.

## Resultaten van het onderwijs
Een  zeer  gering  deel  van  de  inheemse bevolking  had  in  de  koloniale  tijd  een  opleiding  gekregen. Een eenvoudige opleiding voor inheemsen was het primaire doel. Dat weerspiegelde zich in de aandacht voor dessa-onderwijs - hoe beperkt ook - en bijvoorbeeld eenvoudig ambachtsonderwijs. Het Europese onderwijs was in de eerste plaats bedoeld voor de Indische Nederlander, ter versterking van hun positie op de arbeidsmarkt. Het inheemse middenkader was daardoor klein. Ongeveer 3500 inheemsen waren in de periode 1900-1941 van een Europese technische opleiding afgestudeerd en 19.200 hadden een diploma van een Europese middelbare school. Met de Chinezen vertegenwoordigden zij ongeveer de helft van het totaal aantal afgestudeerden, iets meer dan 23.000. Zij maakten maar een klein deel van het koloniale middenkader uit, en in het hoger kader waren ze afwezig. Deze inheemsen werkten vooral bij de overheid. Een inheems middenkader in het bedrijfsleven ontbrak bijna geheel. Het aandeel onder de inheemse bevolking lag hier zeker onder de 10%. Op de arbeidsmarkt hadden zowel de Indo-Europeanen als de inheemsen sterk te lijden van de concurrentie van de import-Europeanen. Deze Nederlanders uit het moederland verdienden meer en bezetten de hoogste posities bij de overheid en het Europese bedrijfsleven. Vooral in het Europees bedrijfsleven waren er daardoor nauwelijks carrièremogelijkheden voor de inheemsen en Indo-Europeanen. In het onafhankelijke Indonesië kregen deze inheemsen uiteindelijk wel belangrijke maatschappelijke posities.